# Winslow (Maine)
Winslow es un pueblo ubicado en el condado de Kennebec en el estado estadounidense de Maine. En el Censo de 2010 tenía una población de 7.794 habitantes y una densidad poblacional de 77,82 personas por km².

## Geografía
Winslow se encuentra ubicado en las coordenadas 44°31′26″N 69°34′38″O / 44.52389, -69.57722. Según la Oficina del Censo de los Estados Unidos, Winslow tiene una superficie total de 100.15 km², de la cual 95.36 km² corresponden a tierra firme y (4.79%) 4.8 km² es agua.

## Demografía
Según el censo de 2010, había 7.794 personas residiendo en Winslow. La densidad de población era de 77,82 hab./km². De los 7.794 habitantes, Winslow estaba compuesto por el 95.97% blancos, el 0.4% eran afroamericanos, el 0.55% eran amerindios, el 0.55% eran asiáticos, el 0% eran isleños del Pacífico, el 0.18% eran de otras razas y el 2.35% pertenecían a dos o más razas. Del total de la población el 1.08% eran hispanos o latinos de cualquier raza.